# Epalpus rufipes
Epalpus rufipes är en tvåvingeart som först beskrevs av Brooks 1949.  Epalpus rufipes ingår i släktet Epalpus och familjen parasitflugor. Inga underarter finns listade i Catalogue of Life.